# Geoffrey Hope
Geoffrey Scotford „Geoff“ Hope (* 27. Mai 1944 in Sydney; † Dezember 2021) war ein australischer Geograph und Umwelthistoriker.

## Leben
Hope erlangte 1967 den Bachelor of Science und graduierte 1968 zum Master of Science mit Auszeichnung in Botanik und Pflanzenbiologie an der University of Melbourne. 1973 wurde er mit der Dissertation The vegetation history of Mt Wilhelm, Papua New Guinea unter der Leitung von Donald Walker und Joseph Newell Jennings zum Ph.D. in Biogeographie an der Australian National University promoviert. Von 1974 bis 1977 forschte er mit einem Queen-Elisabeth-Stipendium an der Australian National University. Von 1978 bis 1990 war er Professor für Geographie an der Australian National University. Im Jahr 2000 erwarb er mit der Prüfschrift Environmental and anthropogenic change in the late Quaternary of the Southwest Pacific region den akademischen Grad eines Doctor of Science an der University of Melbourne. Im Jahr 2009 wurde er emeritiert.
Hope untersuchte die Einflüsse des Menschen auf die Landschaften in der Vergangenheit, indem er Vegetationsveränderungen (anhand von Pollen, Holzkohle und Phytolithen) und die geomorphologischen Folgen – Erosion, Verschlammung und Produktionsverlagerungen – maß. Er interessierte sich ferner für die menschlichen Reaktionen und die Anpassungsfähigkeit in Bezug auf die Auswirkungen des Klimawandels und des Feuers. Er führte Studien zur Feuerökologie in Ost-Kalimantan, Myanmar, Neuguinea, Neukaledonien, Vanuatu und den Fidschi-Inseln im Zusammenhang mit ihrer sehr unterschiedlichen menschlichen Siedlungsgeschichte durch. Außerdem widmete er sich der Klimawandelforschung in hochgelegenen Gebieten in Neuguinea, wobei er sich mit der Geschichte von Gletschern befasste. Er trug auch zu Pollen- und anderen Mikrofossil-Datenbanken für den südwestlichen Pazifik und zu einer kooperativen Pollenbeschreibung für den Indopazifik bei. Ein weiteres Interesse galt den Torfgebieten Südostasiens und Australiens im Hinblick auf die Entwicklung von Feuchtgebieten, ihre Ausdehnung, den Wert der Kohlenstoffbindung und die Wiederherstellung nach dem Abbrennen oder der Abholzung. Mit dieser Arbeit leistete er Beiträge zur Kontrolle der Treibhausgasemissionen und zur Lösung von Problemen der Landbewirtschaftung und der Erhaltung der biologischen Vielfalt.
Geoffrey Hope war mit der Archäologin und Paläontologin Jeannette Hope verheiratet.

## Dedikationsnamen
1992 benannte Tim Flannery die fossile Känguruart Protemnodon hopei zu Ehren von Geoffrey Hope.